# Districte de Glodeni
El districte de Glodeni (en romanès Raionul Glodeni) és una de les divisions administratives de la República de Moldàvia. La capital és Glodeni. L'u de gener de 2005, la població era de 60.800 habitants.